# Pava de la Balsa
La Pava de la Balsa es una escultura situada dentro de una fuente en la Plaza de España de Águilas, en la Región de Murcia, España. Conocida popularmente como la "Glorieta", y construida en 1874. La Glorieta es un jardín con una gran variedad de flores y unos Ficus brasileños en sus esquinas situada en el centro del municipio murciano. La Pava de la Balsa tiene muchas historias y mitos a sus espaldas, lo que hacen de ella un lugar de culto para muchos aguileños.
En el mes de diciembre de 2015 fue rehabilitada; impermeabilizando sus juntas y puliendo el mármol. Además, la vistieron de gala instalándole un sistema de iluminación Led de varios colores.
Para muchos aguileños este sitio es un lugar mágico que guarda muchas tradiciones, como la de besarse y tocar el agua ante la fuente cuando se empieza una relación. Muchos dicen que da suerte y durabilidad al amor, por eso no es raro encontrarse a una pareja de enamorados besándose delante de esta escultura.
Su construcción no tuvo un por qué concreto ya que simplemente querían un adorno significativo para que todo aquel que pasara por la Glorieta se acordase de esta fuente.
Por las mañanas se pueden encontrarnos grupos de adultos que charlan y juegan a las cartas alrededor de la fuente mientras disfrutan del sol y de las buenas temperaturas que caracterizan a Águilas todo el año.